# Калина

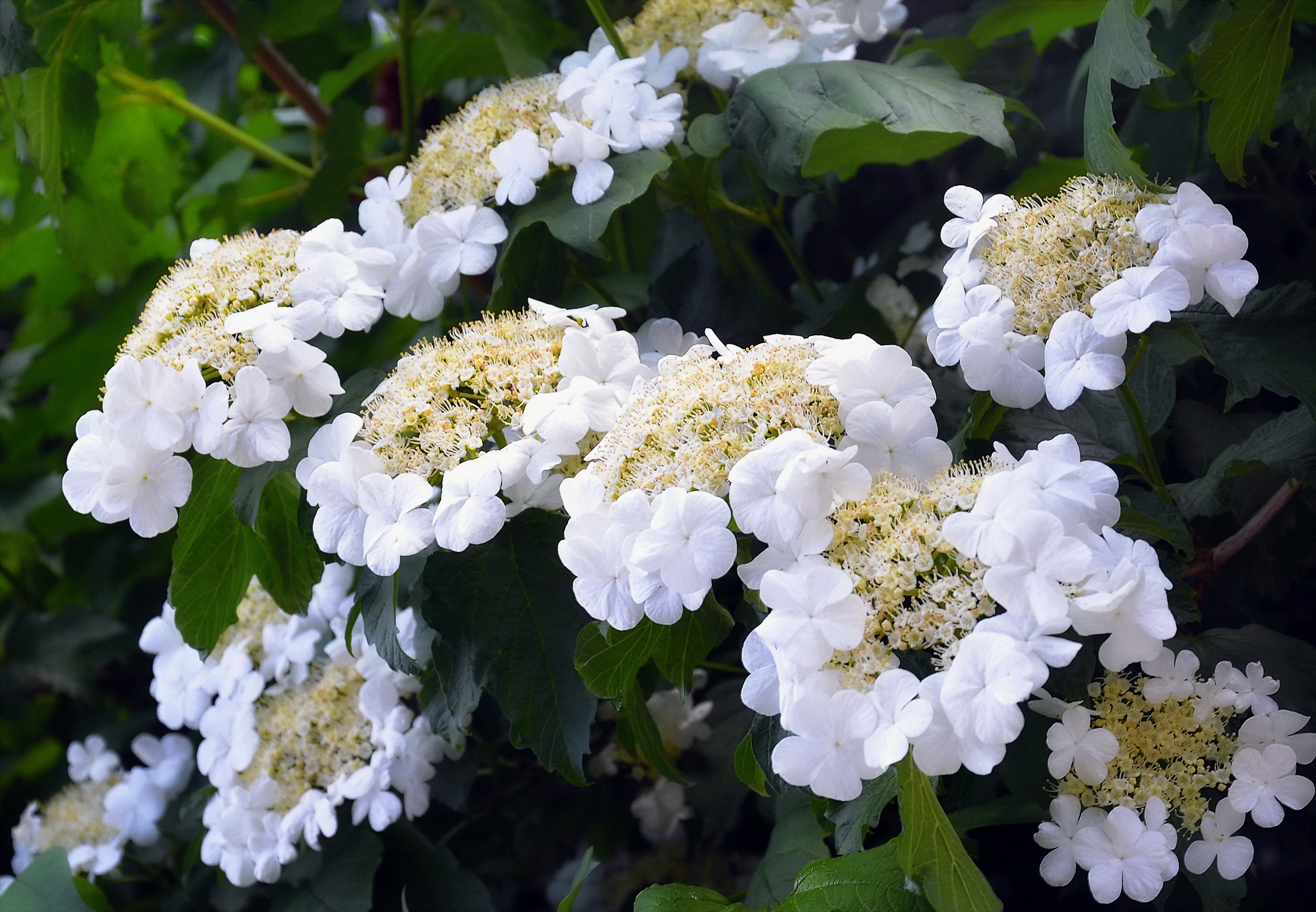
Калина, цвіт

Кали́на (Viburnum) — рід рослин родини пижмівкових. Близько 150—175 видів. Чагарники або (у деяких видів) невеликі дерева.

## Етимологія
Українське калина походить від прасл. *kalina, яке утворене від прасл. *kalъ («мокра земля», «болото», «драговина», «багно», «грязь») — через вологолюбність цієї рослини і її поширення в болотистих місцях.

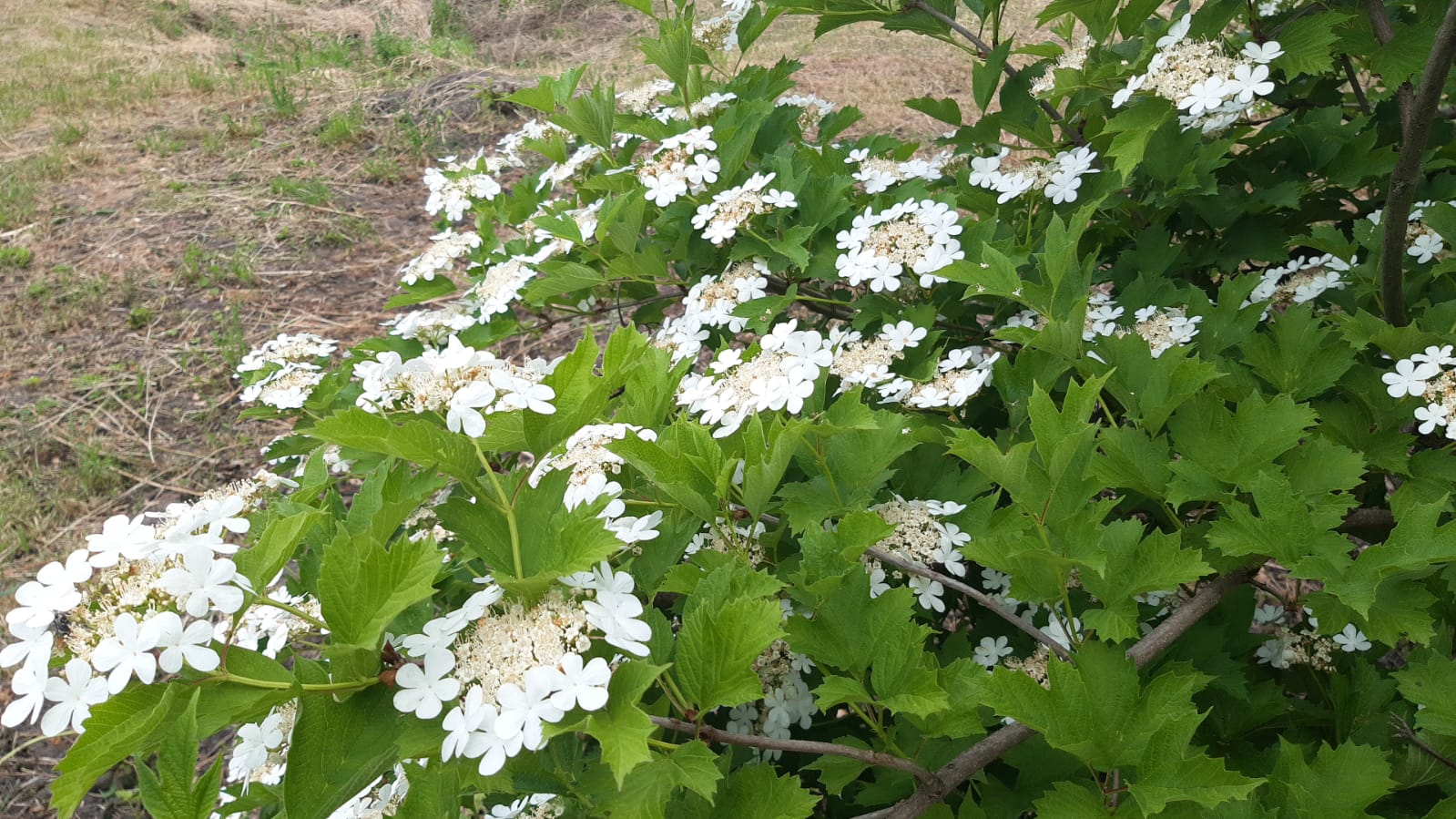
Цвітіння калини, Чернігівська область, кінець травня

Малопереконливими видаються версії, які порівнюють це слово з нім. Holunder, Holder («чорна бузина»), давньоіндійським salah («палиця») або вірменським салард («гілка з листям»). Помилковою є етимологізація від грец. Καλλινική («гарна перемога») — насправді воно є джерелом не назви рослини, а слов'янських особових імен Каленик та Калина.
Латинська родова назва рослини Viburnum походить від слова viburnum, яким стародавні римляни звали калину цілолисту (гордовину). Це слово вважають запозиченням до латинської з етруської мови.

## Види
Відомо близько 150 видів, у тому числі такі:
- Viburnum acerifolium
- Viburnum atrocyaneum
- Viburnum betulifolium
- Viburnum bitchiuense
- Viburnum bracteatum
- Viburnum buddleifolium
- Viburnum burejaeticum
- Viburnum calvum
- Viburnum carlesii — калина Карльса
- Viburnum cassinoides
- Viburnum cinnamonifolium
- Viburnum cordifolium
- Viburnum corylifolium
- Viburnum cotinifolium
- Viburnum cylindricum
- Viburnum dasyanthum
- Viburnum davidii
- Viburnum dentatum
- Viburnum dilatatum
- Viburnum edule
- Viburnum ellipticum
- Viburnum erosum
- Viburnum erubescens
- Viburnum farreri
- Viburnum foetens
- Viburnum foetidum
- Viburnum furcatum
- Viburnum grandiflorum — калина гімалайська
- Viburnum harryanum
- Viburnum henryi
- Viburnum hirtum
- Viburnum hupehense
- Viburnum ichangense
- Viburnum × jackii
- Viburnum japonicum
- Viburnum kansuense
- Viburnum lantana — калина цілолиста, гордовина
- Viburnum lantanoides
- Viburnum lentago — Калина канадська
- Viburnum lobophyllum
- Viburnum macrocephalum
- Viburnum molle
- Viburnum mongolicum
- Viburnum mullaha
- Viburnum nudum
- Viburnum odoratissimum
- Viburnum opulus — калина звичайна
- Viburnum orientale
- Viburnum phlebotrichum
- Viburnum plicatum
- Viburnum propinquum
- Viburnum prunifolium — калина сливолиста
- Viburnum rafinesquianum
- Viburnum recognitum
- Viburnum rhytidophyllum
- Viburnum rigidum
- Viburnum rufidulum
- Viburnum sargentii
- Viburnum schensianum
- Viburnum sempervirens
- Viburnum setigerum
- Viburnum sieboldii
- Viburnum suspensum
- Viburnum sympodiale
- Viburnum ternatum
- Viburnum tinus — Калина вічнозелена
- Viburnum trilobum
- Viburnum urceolatum
- Viburnum utile
- Viburnum veitchii
- Viburnum venosum
- Viburnum wilsonii
- Viburnum wrightii

## Живі квіти взимку

Плоди калини

Врізають гілочку калини й ставлять у вазу з водою. Якщо гілка зрізана морозної днини, необхідно спершу занурити її в холодну воду — щоб відтанула. Лише після цього її можна ставити в теплій кімнаті.
Через три-чотири тижні розпустяться бруньки. Якщо є потреба пришвидшити цвітіння, гілку треба щодня збризкувати водою кімнатної температури. Можна додати у воду ще й кілька крапель нашатирю. Корисно, крім того, занурити гілочки в теплу воду на 9-12 годин.
Таким же чином можна взимку отримати квіти вишні, бузини, яблуні, айви японської або верби.

## Калина в культурі
Калина — символ життя, крові, вогню. Відповідно до деяких етимологічних версій, її назва пов'язана із сонцем, жаром, паланням. Калина часто відіграє роль світового
дерева, на вершечку якого птахи їдять ягоди і приносять людям вісті, іноді з потойбіччя. Та й саме древо пов'язує світ мертвих зі світом живих.
Калина символізує материнство: кущ — сама мати; цвіт, ягідки — діти. Це
також уособлення дому, батьків, усього рідного.

### В українській культурі
Калина — український
символ позачасового єднання народу: живих з тими, що відійшли в
потойбіччя і тими, які ще чекають на своє народження. Калина уособлює
й саму Україну. Як символ Батьківщини, вона «проросла» в гімнові січових стрільців:
|  | Ой у лузі червона калина похилилася. Чогось наша славна Україна зажурилася. А ми тую червону калину підіймемо. А ми нашу славну Україну розвеселимо! |

Калину називають одвічним символом України. Одне з прислів'їв говорить: «Без верби й калини нема України», підкреслюючи тим самим значущість для нашого народу цих двох рослин, які за довгі століття стали вірними супутниками людини. Існує кілька легенд про символізм і походження назви калини.

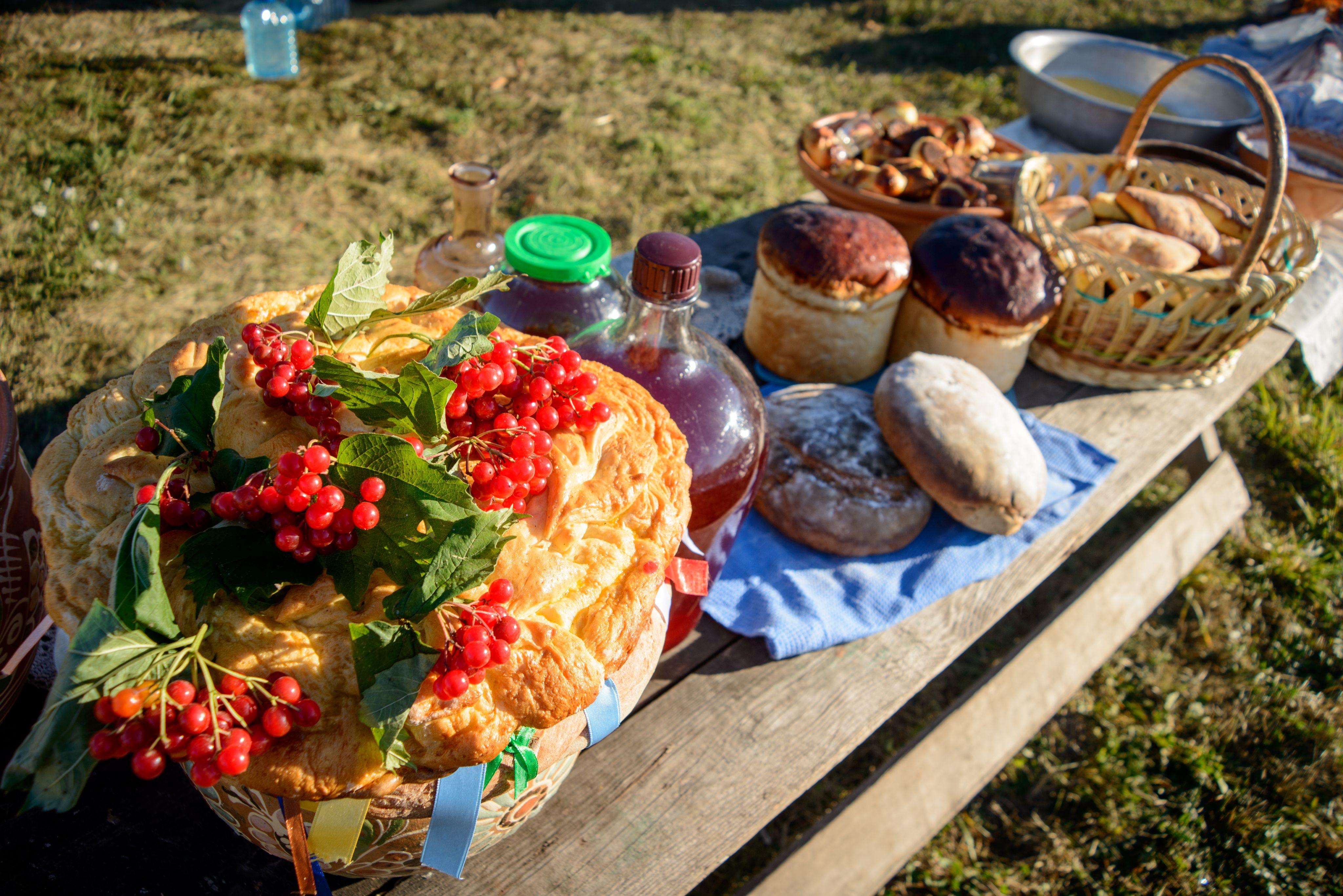
Калиною прикрашають коровай
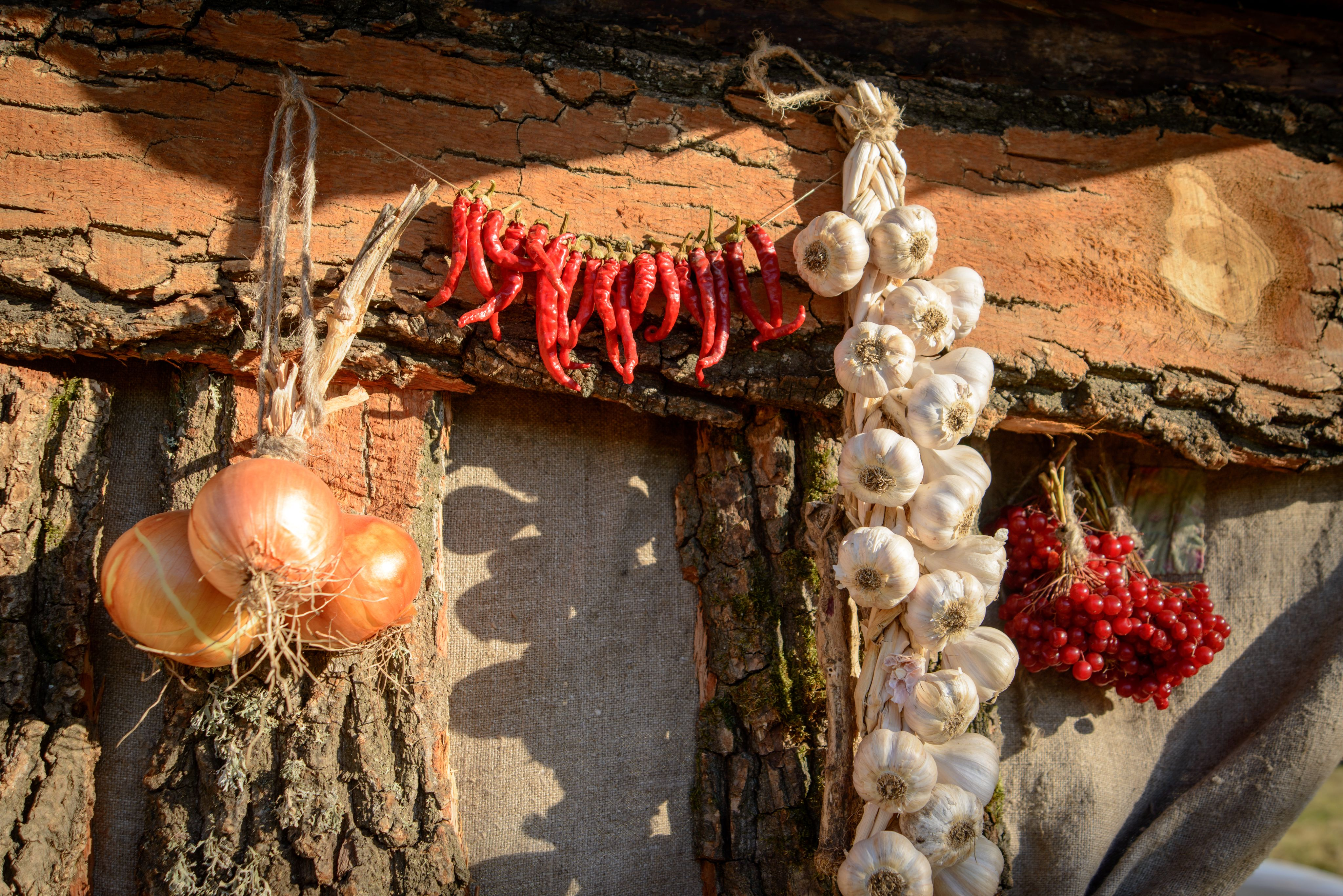
Колись калину зберігали підвішеною пучками